# Barnum's Digest
Barnum's Digest est un ensemble de dix poèmes écrits par Boris Vian et illustrés par Jean Boullet, publié pour la première fois en 1948 sous le titre Barnum's Digest. 10 monstres fabriqués par Jean Boullet et traduits de l'américain par Boris Vian.  
Dans l'ouvrage, il s'agit de célébrer la différence. On y trouve des représentations de personnes alors tenues pour des « monstres de cirque », dont un couple de frères siamois et une personne transgenre.

## Historique de la publication
L'ouvrage est présenté en 1948 sous le titre « Barnum's Digest. 10 monstres fabriqués par Jean Boullet et traduits de l'américain par Boris Vian » et publié par les éditions Aux Deux Menteurs, 68, avenue d'Italie, Paris. L'ouvrage prend la forme d'un cahier ne portant aucune date d'impression, édité à compte d'auteur et portant la justification de tirage suivante :

« Cette plaquinette illustrée de 10 monstres tous fabriqués par Jean Boullet a été tiraillée à deux cent cinquante exemplaires numismatés de un à deux cent cinquante. »

Selon Noël Arnaud « Il est de tradition, depuis les premiers travaux bibliographiques faits sur Boris Vian par François Caradec dans le Dossier 12 du collège de 'Pataphysique de fixer à 1948 la date de publication de Barnum's Digest. »
En 1970, il est réédité dans la collection 10/18 par Christian Bourgois, dans le recueil de poèmes Cantilènes en gelée. Cet ouvrage « est aussi le témoignage de l'amitié qui existait entre Jean Boullet, illustrateur en 1947 d'une édition de luxe de J'irai cracher sur vos tombes, décorateur de la pièce de théâtre tirée du roman. Ensemble, les deux compères lanceront en 1950 le « faire-part de deuil de la chemise à carreaux et recommanderont le port de la chemise rayée  »

## Présentation
Le titre est obtenu par le croisement du nom de l’inventeur d’un genre de spectacle de cirque dit les freak shows, Phineas Taylor Barnum et du titre du magazine américain Reader’s Digest. 

Les poèmes du Barnum's Digest sont tous dédicacés à Martine Barnum Carol. Ils viennent soutenir une série de dessins de Jean Boullet qui représentent toutes les « créatures », les êtres ambigus, hermaphrodites, ou d'une beauté foudroyante telles les sirènes, sphinges, femmes à barbe, alors tenus pour des « monstres de cirque ». Il montre une nouvelle fois son intérêt dans Métamorphoses en 1950 et le revendique pleinement en 1961 dans un numéro de la revue Bizarre où il déclare : 
« Je vous envie de pouvoir mépriser tant d'anatomies insolites, au nom de je ne sais quelle définition du "normal" [...], je préfère mes monstres à la caricature de société que vous me proposez. Ces "chers monstres" je les recherche avec amour et je me sens de leur famille, ils sont mes ancêtres, mes enfants et meilleurs amis. »
L'ouvrage comprend :
1. À nageoires (1948)  court poème dédié à la Sirène « qui est une bête, blonde en général(...) mais la Sirène n'a pas de veine[7]. »
2. À double entrée, avec des allusions au « touche-pipi » et au « trou-trou commun[8] »
3. À collier provocateur et relativement abscons sur la notion de femme, de chien et de zoophilie...
4. À  griffes : le sujet est une femme à l'« air pélagiquement songeur » qui rencontre Œdipe
5. À la colle dans lequel sont évoqués « les fusils à deux coups, à canons accolés » issus du catalogue général « de la Manufacture d'Armes et Cycles de Saint-Étienne (Loire) »
6. À queue alternative.
7. À privatif pétri de jeux de mots et d'inventions orthographiques, il présente les « prophesseurs de fysique », les bas nylon et les robes « nioulouques »
8. À poil ou hommage à la femme à barbe « qui dit en baissant sa jupe : vous vous trompez».
9. À lard (1947) trois lignes (peu amènes ?) pour les femmes.
10. À cornes dont le sujet est Carmen, la cigarière, synonyme de l'amour vache.